# Czesław Mączyński
Czesław Jan Mączyński (ur. 9 lipca 1881 w Kaszycach, zm. 15 lipca 1935 we Lwowie) – polski nauczyciel, historyk, pułkownik artylerii Wojska Polskiego, naczelny dowódca obrony Lwowa w listopadzie 1918, członek Naczelnej Komendy Obrony Lwowa, polityk Narodowej Demokracji, poseł na Sejm RP (1922–1927), kawaler Orderu Virtuti Militari.

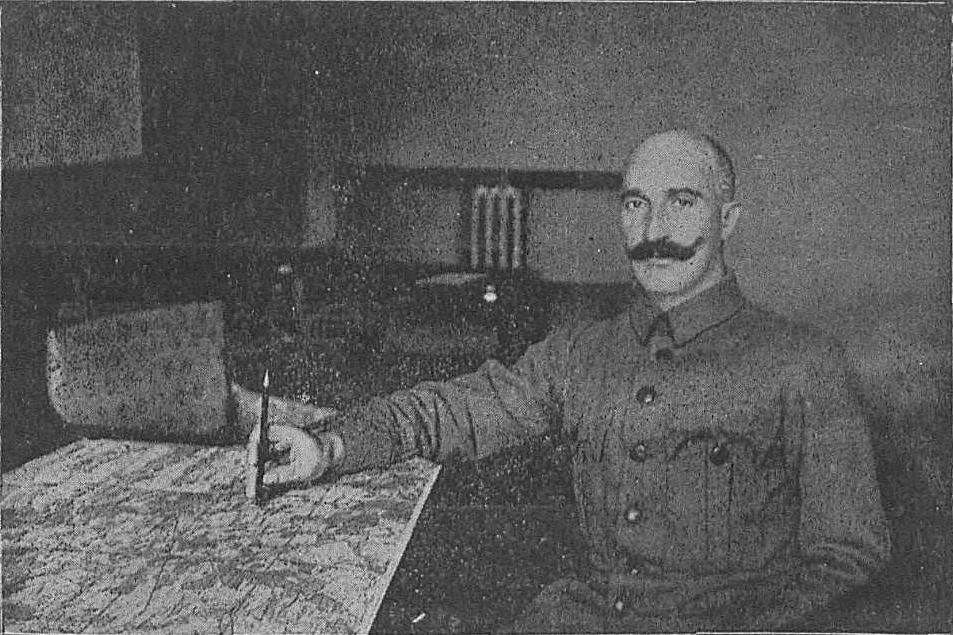
Czesław Mączyński podczas pracy

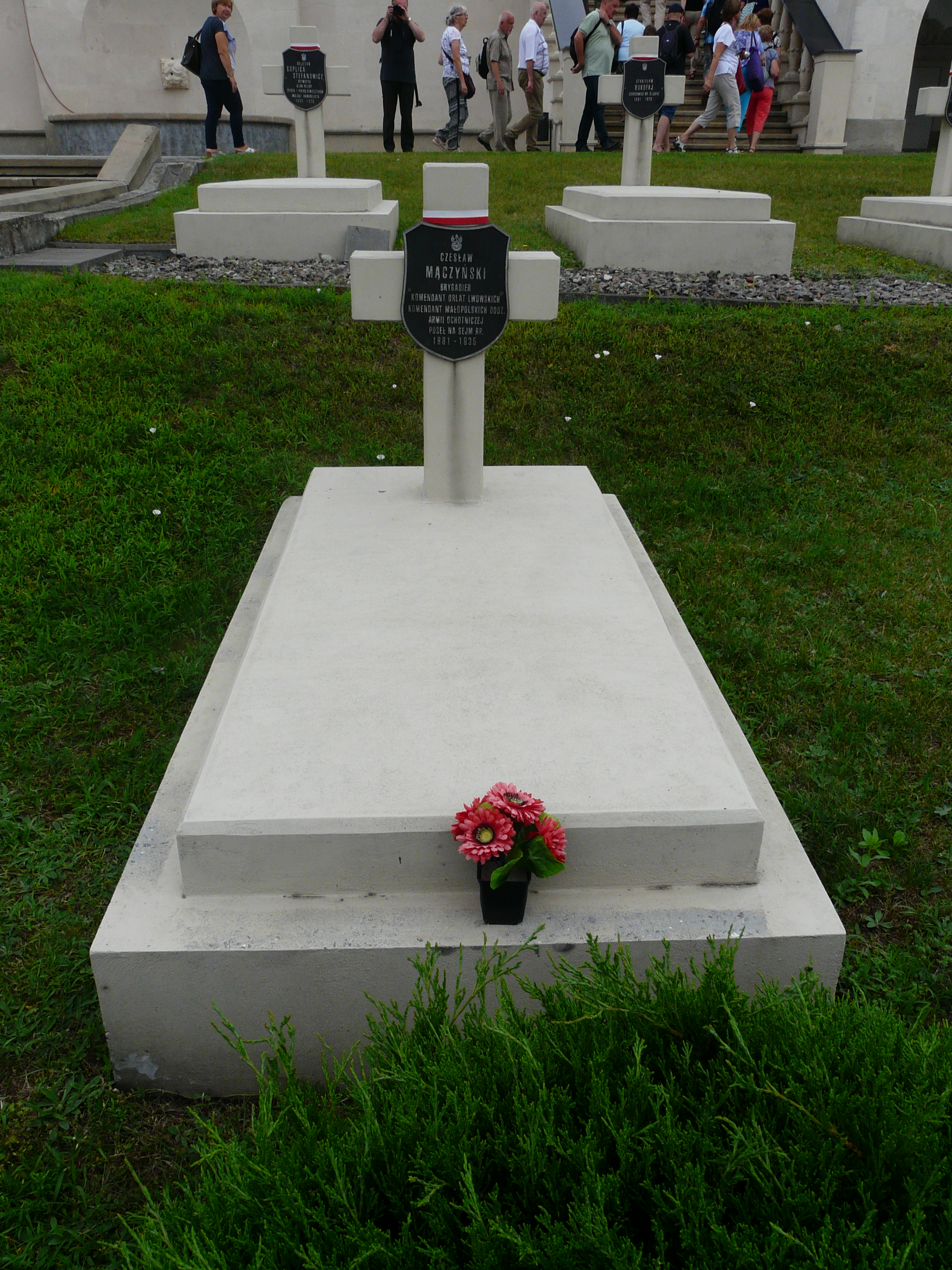
Nagrobek Czesława Mączyńskiego

## Życiorys
Był synem Pawła, nauczyciela ludowego i Julii. Edukację rozpoczął w szkole ludowej w Kaszycach. Po przeprowadzce do Ostrowa pod Jarosławiem w 1892, rozpoczął naukę w jarosławskim C.K. Gimnazjum (1893–1902), gdzie zdał maturę. Aby mieć możliwość późniejszego nieprzerywanego studiowania, zgłosił się na jednoroczną ochotniczą służbę w 29 pułku artylerii polowej Cesarskiej i Królewskiej Armii, w garnizonie Jarosław. 21 września 1903 zdał egzamin oficerski i otrzymał stopień podporucznika rezerwy. 16 grudnia 1905 został wybrany członkiem wydziału Czytelni Akademickiej we Lwowie (prócz niego także m.in. Stefan Pasławski, Tadeusz Wolfenburg). W 1908 roku ukończył studia na Wydziale Filozoficznym Uniwersytetu Lwowskiego, po którym studiował przez dwa lata prawo, równolegle uzyskał tytuł egzaminowany zastępca nauczyciela. Podczas studiów należał do lwowskich Drużynach Bartoszowych. W roku 1910 rozpoczął pracę w C.K. Gimnazjum w Przemyślu, gdzie uczył języka polskiego, łaciny i grecki. Na parę tygodni przed zamachem w Sarajewie zdał państwowy egzamin na stopień nauczyciela.
Po wybuchu I wojny światowej został zmobilizowany do 29 pułku artylerii polowej, w którym został dowódcą baterii. W październiku przeniesiony do 1 pułku artylerii polowej, gdzie awansuje na porucznika. Ranny, przebywał w szpitalu do sierpnia 1915. Od tego czasu do grudnia 1917 służył w 2 pułku artylerii polowej jako komendant baterii. W tym też roku został kapitanem w rezerwie z dniem 1 listopada 1917. Był członkiem Ligi Narodowej. Od grudnia 1917 do końca października 1918 pełnił służbę najpierw w grupie artylerii Komendy 4 Armii, później w 4 Komendzie Generalnej.
U schyłku wojny, jako gimnazjalny nauczyciel filozofii z Jarosławia i kapitan rezerwy, był komendantem Polskich Kadr Wojskowych we Lwowie, wszedł w skład Naczelnej Komendy Obrony Lwowa. W czasie wojny polsko-ukraińskiej, od 1 do 22 listopada 1918 pełnił funkcję naczelnego komendanta obrony Lwowa, podczas walk w mieście z Ukraińcami. Początkowy opór zorganizowano w szkole im. Henryka Sienkiewicza i w Domu Technika. W ciągu trzech tygodni Polacy odzyskali kontrolę nad większą częścią Lwowa, który 22 listopada był wolny po przybyciu jednostek wojskowych z Przemyśla. Był działaczem silnej we Lwowie endecji. Dowodził walką Orląt Lwowskich z przeważającymi siłami zbrojnymi Ukraińskiej Republiki Ludowej do czasu przybycia odsieczy Wojska Polskiego. Od 22 listopada do 12 grudnia 1918 komendantem miasta i powiatu Lwowa wraz z oddziałami bojowymi, od 12 grudnia 1918 był dowódcą Brygady Strzelców Lwowskich. Jego antysemickie podejście było jedną z przyczyn pogromu lwowskiego w listopadzie tego roku; historycy w dużej mierze właśnie jego obarczają odpowiedzialnością za to zdarzenie. Lecz zdaniem Przemysława Różańskiego „taka interpretacja wydarzeń jest mocno uproszczona”.
Po oswobodzeniu Lwowa, na czele Brygady Lwowskiej, pełni funkcję komendanta miasta. We Lwowie dochodzi w tym czasie do pogromu Żydów, za którego przebieg niektórzy czynią go odpowiedzialnym. Uczestniczy w ofensywie wojsk polskich na wschód, do osiągnięcia rubieży rzeki Zbrucz stanowiącej ostateczną granicę wschodnią RP. W walkach tych (pod wodzą gen. Iwaszkiewicza i gen. Jędrzejewskiego) trwa na froncie aż do ich ukończenia jesienią 1919, pełniąc też czasowo obowiązki dowódcy 5 Dywizji Piechoty. Następnie bierze udział w walkach na Froncie Litewsko-Białoruskim, dowodząc 2 Brygadą 1 Dywizji Litewsko-Białoruskiej do 16 czerwca 1920. Urlopowany z wojska celem uczestniczenia w misji zagranicznej, która ostatecznie nie doszła do skutku. Wobec zagrożenia w lipcu 1920 inwazją bolszewicką, mianowany Okręgowym Inspektorem Armii Ochotniczej we Lwowie. Obowiązki na tym stanowisku pełnił do 1 marca 1921. 11 czerwca 1920 zatwierdzony został w stopniu pułkownika z dniem 1 kwietnia 1920, a 3 maja 1922 zweryfikowany w tej samej randze, ze starszeństwem z dniem 1 czerwca 1919 w korpusie oficerów artylerii. Wyraźnie szykanowany przez legionistów, nie mógł odbyć stosownego przeszkolenia dla uzyskania wyższego stanowiska. Był jedynie zastępcą dowódcy dywizji – dowódcą piechoty dywizyjnej 27 Dywizji Piechoty w Kowlu. Do 1 listopada 1921 służył w Sztabie 6 Armii oraz Dowództwie Okręgu Korpusu Nr VI na stanowisku zastępcy dowódcy. Następnie, do wyborów parlamentarnych w 1922 pełnił służbę w Dowództwie 27 Dywizji Piechoty. W latach 20. był przewodniczącym kapituły Krzyża Obrony Lwowa.
5 listopada 1922 wybrany posłem na Sejm I kadencji (1922–1927) z ramienia Chrześcijańskiego Związku Jedności Narodowej (lista nr 8). Na czas sprawowania mandatu poselskiego przeniesiony został w stan nieczynny, pozostając na ewidencji 5 pułku artylerii polowej. W Sejmie należał do Klubu Chrześcijańsko-Narodowego i przewodniczył Komisji Wojskowej. Był jednym z założycieli Straży Narodowej i jej komendantem głównym. Po zakończeniu kadencji wrócił do wojska.
29 listopada 1927 został przeniesiony służbowo do Powiatowej Komendy Uzupełnień Włodzimierz Wołyński celem odbycia praktyki poborowej. W kwietniu 1928 został przeniesiony do Powiatowej Komendy Uzupełnień Wołkowysk na stanowisko komendanta. W lutym 1929 został zwolniony z zajmowanego stanowiska i oddany do dyspozycji dowódcy Okręgu Korpusu Nr III, a z dniem 31 sierpnia tego roku został przeniesiony w stan spoczynku. 
Wrócił do cywila i do końca życia zajmował się gospodarowaniem na przyznanej mu działce w Kalinówce pod Narajowem. Korporacja Akademicka Obotritia uhonorowała go tytułem filistra honoris causa. Przez wiele lat – poza opublikowaniem dwóch tomów pierwszej części Bojów Lwowskich – rzadko udzielał się publicznie. 
Działał w Straży Mogił Polskich Bohaterów we Lwowie, organizacji, która zainicjowała budowę Cmentarza Obrońców Lwowa. Był członkiem honorowym Kasyna i Koła Literacko-Artystycznego we Lwowie. Pełnił funkcję członka lwowskiego Zarządu Okręgowego Stronnictwa Narodowego.
Pod koniec życia zamieszkiwał w majątku Wierzbów. Zmarł 15 lipca 1935 w szpitalu wojskowym we Lwowie (według różnych źródeł z powodu choroby serca lub raka żołądka). Został pochowany z honorami na Cmentarzu Obrońców Lwowa. Podczas choroby opiekował się nim jego kolega ze studiów, a następnie współpracownik z okresu działalności w PKW i walk obrony Lwowa, mjr dr Lesław Węgrzynowski. W okresie Ukraińskiej SRR w trakcie profanacji i zrównywania z ziemią Cmentarza Obrońców Lwowa Maria Tereszczakówna (polska działaczka społeczna) wraz z grupą kilku innych osób, w celu ratowania szczątków polskich bohaterów pochowanych na tym cmentarzu przeniosła kilka ciał zasłużonych Polaków (obok Czesława Mączyńskiego m.in. gen. Tadeusza Jordan-Rozwadowskiego, gen. Wacława Iwaszkiewicza-Rudoszańskiego, arcybiskupa lwowskiego Józefa Teodorowicza, ks. Gerarda Szmyda, twórców polskiego lotnictwa: Stefana Bastyra, Stefana Steca i Władysława Torunia) w inne miejsce pochówków, które w wyniku śmierci bezpośrednich świadków i wcześniejszego braku zainteresowania polskich instytucji do dziś pozostają nieznane (z wyjątkiem miejsca pochówku biskupa Teodorowicza i ks. Szmyda).

## Upamiętnienie
W 1933 został wybity medal upamiętniający Czesława Mączyńskiego, wydany we lwowskiej pracowni Eugeniusz Mariana Ungera.
W 1937 imię Czesława Mączyńskiego przyjęto do nazwy Koła Zarząd Miejskiego Związku Rezerwistów we Lwowie.
W 2007 roku imię pułkownika Czesława Mączyńskiego nadano Szkole Podstawowej w Kaszycach.

## Ordery i odznaczenia
- Krzyż Srebrny Orderu Wojskowego Virtuti Militari nr 2690 – 10 sierpnia 1922[26] (udekorowany 17 kwietnia 1921 we Lwowie przez gen. broni Tadeusza Rozwadowskiego)[27]
- Krzyż Niepodległości z Mieczami (9 listopada 1933, „za pracę w dziele odzyskania niepodległości”)[28]
- Krzyż Oficerski Orderu Odrodzenia Polski (2 maja 1922)[29][30]
- Krzyż Walecznych – czterokrotnie

austro-węgierskie
- Srebrny Medal Zasługi Wojskowej na wstążce Krzyża Zasługi Wojskowej z mieczami – dwukrotnie[5]
- Brązowy Medal Zasługi Wojskowej na wstążce Krzyża Zasługi Wojskowej z mieczami[5]
- Krzyż Wojskowy Karola[5]
- Krzyż Jubileuszowy dla Cywilnych Funkcjonariuszów Państwowych[5]

## Publikacje
- Polski dom akademicki imienia Adama Mickiewicza we Lwowie[31], Lwów, 1908
- Boje Lwowskie. Oswobodzenie Lwowa 1–24 listopada 1918 roku, Warszawa, 1921 (tom I, tom II)